# Jiřice (okres Nymburk)
Jiřice (německy Jirschitz) jsou obec v okrese Nymburk ve Středočeském kraji. Leží asi šest kilometrů severně od města Lysá nad Labem. Žije v nich 317 obyvatel. Na území obce se nachází objekt Věznice Jiřice.
Jiřice jsou společně s Lysou nad Labem, Ostrou, Přerovem nad Labem, Semicemi, Starou Lysou, Starým Vestcem, Stratovem, Milovicemi, Břístvím a Kounicemi členem dobrovolného sdružení obcí Mikroregion Polabí.

## Historie
Podle dochovaných střepů nádob by měly Jiřice stát už v době keltské. Pod zvoničkou z roku 1818 by se mělo nacházet původní keltské pohřebiště. Avšak první písemná zmínka o obci pochází z roku 1479. Jiřice byly při okupaci Němců v letech 1940–1945 vystěhovány a zdejší rodáci hledali nový domov po celých Čechách. Při této okupaci byla obec prakticky zničena, ale po válce znovu obnovena. Stará kronika z let 1914–1938 byla odvezena do Zemského archivu a po roce 1945 opět vrácena na obec. Záznamy z let 1939–1947 byly doplněny zpětně. Jsou součástí 1. svazku obecní kroniky. Všechny kroniky jsou uloženy v archivu v Lysé nad Labem.
V obci Jiřice (428 obyvatel) byly v roce 1932 evidovány tyto živnosti a obchody: výroba cementového zboží, 3 hostince, 2 kováři, 2 obuvníci, rolník, řezník, sedlář, 3 obchody se smíšeným zbožím, trafika.

## Obyvatelstvo
| Rok            | 1869 | 1880 | 1890 | 1900 | 1910 | 1921 | 1930 | 1950 | 1961 | 1970 | 1980 | 1991 | 2001 | 2011 | 2021  |
| -------------- | ---- | ---- | ---- | ---- | ---- | ---- | ---- | ---- | ---- | ---- | ---- | ---- | ---- | ---- | ----- |
| Počet obyvatel | 272  | 312  | 334  | 392  | 450  | 460  | 428  | 174  | 166  | 178  | 166  | 130  | 135  | 581  | 1 094 |
| Počet domů     | 47   | 56   | 69   | 80   | 94   | 98   | 105  | 53   | 47   | 48   | 53   | 56   | 68   | 85   | 115   |

## Obecní správa
Dějiny územněsprávního začleňování zahrnují období od roku 1850 do současnosti. V chronologickém přehledu je uvedena územně administrativní příslušnost obce v roce, kdy ke změně došlo:
- 1850 země česká, kraj Jičín, politický okres Nymburk, soudní okres Nové Benátky[7]
- 1855 země česká, kraj Mladá Boleslav, soudní okres Nové Benátky
- 1868 země česká, politický okres Mladá Boleslav, soudní okres Nové Benátky
- 1937 země česká, politický okres Mladá Boleslav expozitura Nové Benátky, soudní okres Nové Benátky[8]
- 1939 země česká, Oberlandrat Jičín, politický okres Mladá Boleslav expozitura Nové Benátky, soudní okres Nové Benátky[9]
- 1942 země česká, Oberlandrat Praha, politický okres Brandýs nad Labem, soudní okres Nové Benátky[10]
- 1945 země česká, správní okres Mladá Boleslav, soudní okres Benátky nad Jizerou[11]
- 1949 Pražský kraj, okres Mladá Boleslav[12]
- 1960 Středočeský kraj, okres Nymburk, obec Benátecká Vrutice[13]
- k 1. lednu 1992 Středočeský kraj, okres Nymburk[13]
- 2003 Středočeský kraj, okres Nymburk, obec s rozšířenou působností Lysá nad Labem

### Obecní symboly
Znak a vlajka byly obci uděleny rozhodnutím předsedy Poslanecké sněmovny Parlamentu České republiky dne 21. června 2018.

## Doprava
Dopravní síť
- Pozemní komunikace – Obcí prochází silnice II/272 Český Brod – Lysá nad Labem – Benátky nad Jizerou.

- Železnice – Železniční trať ani stanice na území obce nejsou. Nejblíže obci je železniční stanice Milovice ve vzdálenosti čtyři kilometry ležící na trati 232 vedoucí z Lysé nad Labem do Milovic.

Veřejná doprava 2025
- Autobusová doprava – Obcí projížděla autobusová linka 434 v trase Benátky nad Jizerou, aut. st. - Jiřice - Milovice, žel. st. - Zbožíčko - Straky - Dvory - Nymburk, hl. nádr. a také linka 442 v trase Lysá nad Labem, žel. st. - Milovice, Benátecká Vrutice - Jiřice - Benátky nad Jizerou, aut. st. - Brodce, ObÚ - Strašnov - Mladá Boleslav,Bezděčín - Mladá Boleslav,aut.st.

## Pamětihodnosti
- Jiřice č. p. 14 – dříve zde podle zemských desk stála panská tvrz. Byla ve stejné úrovni jako benátecký zámek a legendární hvězdáři, J. Kepler a Tycho Brahe sem jezdili pozorovat hvězdy.
- Jiřice č. p. 57 – dříve Hotel Modrá Hvězda
- Obecní úřad Jiřice – dříve obecná škola
- dále pak:
  - Kaple boží muka
  - Pomník padlým v první světové válce a pomník vystěhování obce v letech 1940–1945
  - Památník obnovení Jiřic
  - Křížek u zvoničky
  - Zvonička v Jiřicích s letopočtem 1818, na níž byl kdysi zavěšen zvon s letopočtem 1799. Na jejím plášti byla tři písmena (J. W. K), která označovala jméno výrobce – Johann Wenzel Kühner a dále reliéf svatého Josefa s holí a květina, patrně lilie. Lípy kolem zvoničky byly poničeny při střelbě za války. Zvon byl za okupace schován před konfiskací u kněze českých bratří v Benátkách a po válce byl vrácen zpět na své místo. Nyní je uschován v obci.

## Osobnosti
- Josef Šulc (1857–1903), politik, okresní i obecní starosta a poslanec zemského sněmu